# باندورا (قمر)
القمر باندورا Pandora وهو من الأقمار الداخلية لزحل اكتشف سنة 1980 عبر صور ملتقطة من المسبار فوياجر 1 وهو اسم مشتق من الفتاة باندورا في الميثولوجيا اليونانية وقد سمي لاحقا سنة 1985 بزحل 17
باندورا من الأقمار الرعاة وهو القمر الراعي الخارجي لحلقة زحل ف و الحفر الناتجة عن اصطدام النيازك فيه أكبر من مافي جاره برامثيوس وفيه على الأقل حفرتين يبلغ قطرهما 30 كم
يبدو مدار باندورا مدار عشوائي نتيجة ظاهرة الرنين المداري مع برامثيوس , و يحدث أكبر تبدل في المدار تقريبا كل 6,2 سنة
كثافة هذا القمر منخفضة ونسبيا شديد البياض ويبدوا مثل برامثيوس كجسم ثلجي يحوي العديد من الفجوات